# ミヒャエル・ザイフェルト
ミヒャエル・ザイフェルト（Michael Seifert、1924年3月16日 - 2010年11月6日）は、ナチス・ドイツの親衛隊（SS）の隊員。最終階級は親衛隊兵長（Rottenführer）。第二次世界大戦中、北イタリアのボルツァーノの通過収容所で看守をしており、「ボルツァーノの野獣」と呼ばれた人物。

## 略歴
ウクライナのランダウ（Landau、現在のムィコラーイウ州シロコラニウカ）にドイツ系住民の郵便局員の子として生まれる。しかし父は1933年にナチス協力者の疑いを掛けられて職を奪われた。その後、ザイフェルト一家はクリミア半島へ移住。1939年にはニコラーエフ（現ムィコラーイウ）へ移住した。ザイフェルトはここで車の修理工場で働くようになった。
1941年6月のナチス・ドイツのソ連侵攻後、アインザッツグルッペンに志願した。その後、SDの補助警官となった。1943年に正式に親衛隊（SS）の隊員となる。1944年12月から1945年4月にかけてイタリアのボルツァーノの経過収容所で看守となる。ここで殺人・レイプ・拷問などを行った。少なくとも18人は殺害したとされている。
戦後、カナダへ逃亡し、バンクーバーで生活した。1965年に結婚して息子を一人持った。
2008年2月15日、カナダからイタリアへ犯罪人引き渡しで身柄を送還され、サンタ・マリーア・カープア・ヴェーテレの刑務所に投獄されていた。
2010年11月6日、イタリアのカゼルタコムーネの病院にて死去。86歳没。

## 脚註
1. ↑  Former SS Guard Michael Seifert Dies KSAZ-TV　2010-11-6